# Хородчинский, Виктор Фёдорович
Виктор Фёдорович Хородчинский (варианты написания: Хародзинский, Хорочинский, Харачинский, Хародчинский; ?.12.1913, Выборг, Российская империя — 5 октября 1937, Челябинск, СССР) — поэт, социал-демократ, двоюродный племянник Ю. О. Мартова.

## Биография
Отец — деятель меньшевистского движения, секретарь Г. В. Плеханова Фёдор Исаевич Цедербаум, мать — Ида Ефимовна Хородчинская. Виктор Фёдорович родился в 1913 году в Выборге.
До революции его семья жила в политической эмиграции в Италии, после — вернулась в Петроград. После возвращения отец решил оставить сыну фамилию матери.
Впервые был арестован 5 октября 1925 года, когда учился в девятом классе трудовой школы № 17. За выпуск рукописной листовки, текст которой призывал «смело вскрывать все ошибки партаппарата», он вместе с целым рядом одноклассников был осуждён на 3 года (по другим данным к 5) по обвинению в организации и руководстве молодёжной контрреволюционной группы. Срок отбывал в Соловецком лагере. По ходатайству Г. В. Плеханова, Е. П. Пешковой и П. Г. Смидовича срок был сокращён до 2 лет (по другим данным, до 3 лет). За время его тюремного заключения в Ленинграде был арестован и осуждён на 10 лет его отец.
В 1927 год вернулся из заключения и поступил в Ленинградский металлургический институт. В это время он сочинял стихи, часто политического содержания и критикой власти. В итоге 4 декабря 1932 года арестован вторично как «идеолог и руководитель молодёжной контрреволюционной организации меньшевиков» и осуждён коллегией ОГПУ на пять лет. Был повторно отправлен в Соловецкий лагерь. В период заключения на Соловках содержался отдельно от всех. Причина такой исключительности заключалась в предписании изолировать его (для пресечения возможности контрреволюционной деятельности среди заключённых). В тюрьме он из-за постоянного ограничения своего режима устраивал забастовки, голодовки и писал стихи. Заболев туберкулезом, добивался перевода на материк. В итоге был этапирован в Ярославский политизолятор, потом в Челябинский изолятор. В 1937 году за свидание с ним будет повторно арестован и расстрелян его отец, а через некоторое время и он сам будет осуждён к расстрелу по 58-й статье. Реабилитирован в 1989 году. В 2018 году в Санкт-Петербурге на доме № 24 по улице Чайковского ему был установлен знак Последнего адреса.